# Josefina Samper
Josefina Samper Rojas (Fondón, Almería; 8 de mayo de 1927-Madrid, 13 de febrero de 2018) fue una sindicalista española.

## Biografía
Su padre era minero. Cuando Samper tenía 3 años su padre emigró a Orán, Argelia, sumándose el resto de su familia un año después. Allí cuidó Samper de su hermana mientras su madre trabajaba lavando ropa por las casas. Posteriormente, Samper entró a trabajar como pantalonera en un taller de confección. A los 12 años comenzó su militancia en las Juventudes Socialistas Unificadas, y a los 14 se afilió al PCE de la mano de Roberto Carrillo, hermano de Santiago Carrillo.
Como miembro del partido, Samper participó en la distribución de la publicación clandestina España Popular. También organizó a los niños del barrio para que avisaran usando latas a modo de tambor cada vez que llegaba la policía en busca de los republicanos escondidos. Además creó una especie de cooperativa dedicada a la fabricación de zapatillas de rafia con la que contribuyó a mantener su casa, así como la de muchas otras familias, en su mayoría de emigrados políticos. Samper se responsabilizó de conseguir la rafia. Los beneficios eran divididos en función de los pares de zapatillas que hacían, siendo Samper la que obtenía las menores ganancias.
El 13 de febrero de 2018 Josefina Samper falleció a los 90 años de edad en Madrid. Tras su muerte numerosas organizaciones, entre ellas, el Partido Comunista de España, Izquierda Unida y Comisiones Obreras elogiaron y recordaron la trayectoria de lucha de Samper por los derechos sociales, laborales y políticos en España.

### Josefina Samper y Marcelino Camacho juntos en la lucha
Pronto formó junto a otras mujeres un grupo de apoyo a los inmigrantes y refugiados políticos, lo que, en 1944, la llevó a recibir, por parte del partido, el encargo de organizar un aperitivo para tres presos huidos del campo de concentración. Así fue como conoció a Marcelino Camacho, con quien se casó el 22 de diciembre de 1948 y con quien tuvo a sus dos hijos, Yenia y Marcel. En 1957, tras el indulto de Camacho, regresaron del exilio, trasladándose a vivir al barrio de Carabanchel, en Madrid, en un modesto piso en el que residieron hasta que, ya entrado 2010, la salud de Camacho les obligó a mudarse a otro piso en Majadahonda. En su barrio de Carabanchel continuaron ambos su actividad política y sindical clandestina que llevó a los sucesivos encarcelamientos de Camacho. Fue entonces cuando Samper y otras mujeres —unas, esposas de presos y otras, mujeres comunistas— se movilizaron, creando en 1965 el Movimiento Democrático de Mujeres —germen del actual movimiento feminista—, dedicado a luchar, dentro y fuera de España, para ayudar a los presos políticos, logrando ciertas mejoras en las condiciones en los que estos se encontraban confinados. Durante estos años, Josefina renunció a buscar un empleo fuera de casa, pues necesitaba dedicar todo su tiempo a la causa, así que sus hijos, Yenia y Marcel, se responsabilizaron de llevar el salario al hogar familiar, mientras Josefina dedicaba el poco tiempo del que disponía a coser pantalones para una sastrería y tejer jerséis para una tienda de lanas.
El 25 de noviembre de 1975, el rey Juan Carlos I concedió el indulto a los presos que habían sido encarcelados por el Proceso 1001, entre ellos Marcelino Camacho. Empezó así para la pareja una nueva vida fuera de la clandestinidad que les permitió reavivar la lucha política y sindical que Samper aún mantuvo unos años tras la muerte de Camacho.

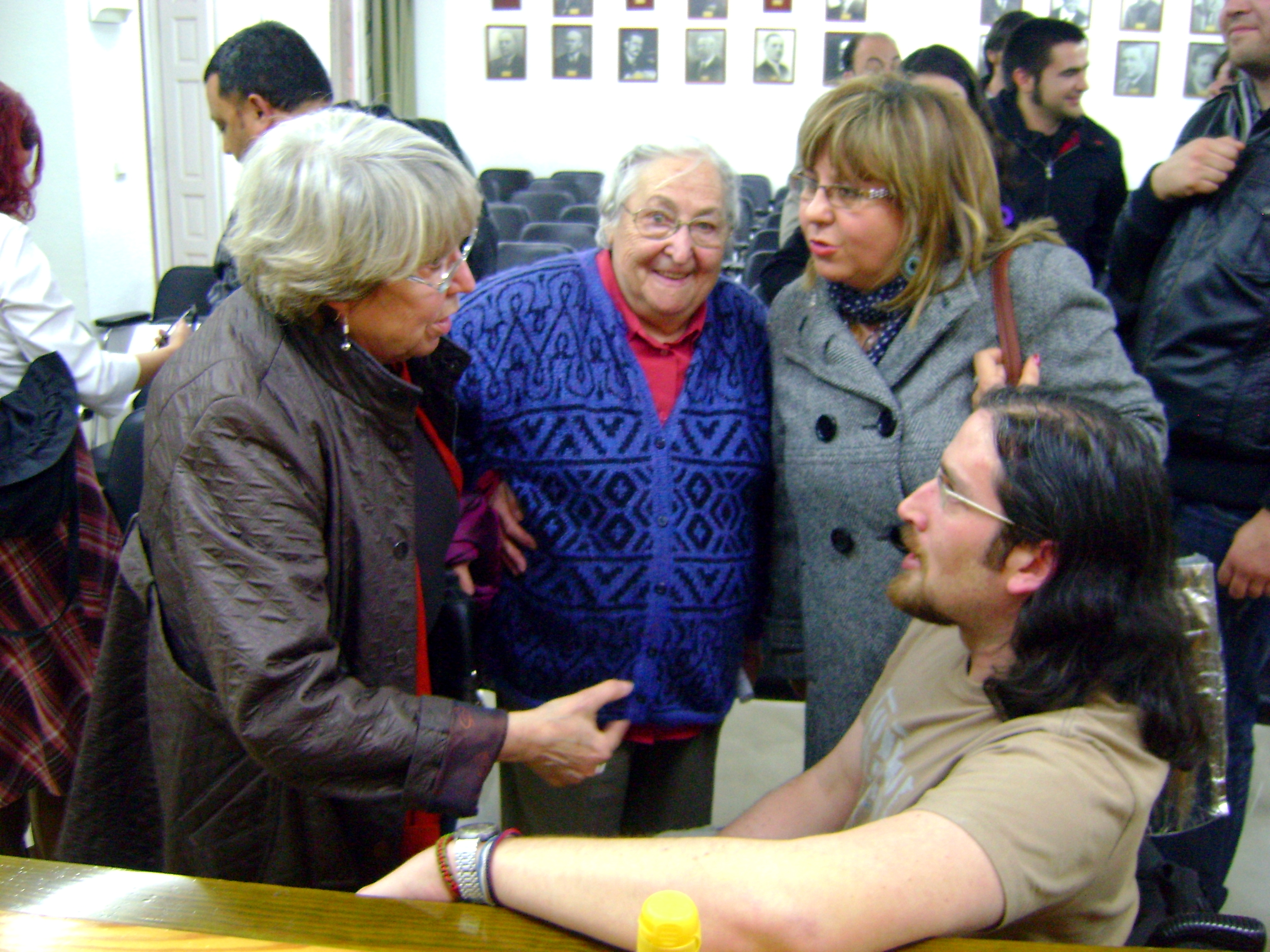
Josefina Samper y Yenia Camacho tras un homenaje a Josefina y a Marcelino Camacho en Albacete, el 23 de marzo de 2012

### Después de fallecer Marcelino Camacho
Tras el fallecimiento de Camacho Camacho el 29 de octubre de 2010, Samper mantuvo una gran actividad como transmisora de la memoria y la voz de su marido, ofreciendo frecuentes charlas por toda España, ayudando así a inspirar la lucha por los derechos de los trabajadores de las nuevas generaciones.
En 2016 se le otorgó la Medalla de Andalucía.